# Joan Marsh

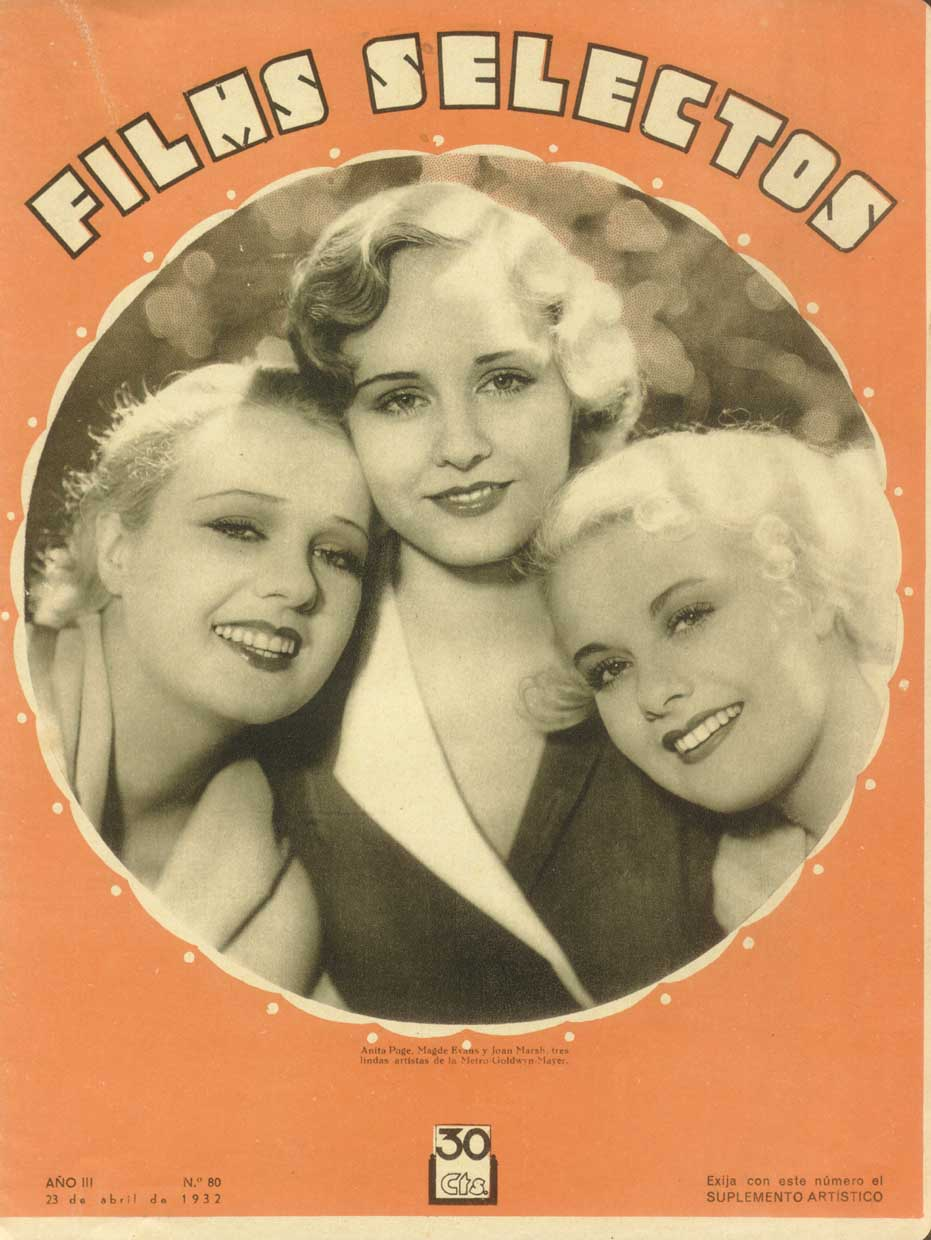
De gauche à droite : Anita Page, Madge Evans et Joan Marsh en 1932.

Joan Marsh (nom de scène de Dorothy Rosher, née le 10 juillet 1913 à Porterville (Californie) et morte le 10 août 2000 à Ojai en Californie), est une actrice américaine.

## Biographie
Elle débute très jeune à l'époque du cinéma muet (elle apparaît notamment dans plusieurs films dont Mary Pickford est l'actrice principale), et participe à 67 films entre 1915 et 1944.
En 1931, elle est désignée comme l'une des WAMPAS Baby Star de l'année.

## Filmographie partielle
- 1918 : The Bond de Charlie Chaplin, court métrage : Cupid
- 1918 : One Hundred Percent American d'Arthur Rosson, court métrage (non créditée)
- 1919 : Papa longues jambes (Daddy-Long-Legs) de Marshall Neilan (non créditée)
- 1920 : Pollyanna de Paul Powell (non créditée)
- 1921 : Le Petit Lord Fauntleroy (Little Lord Fauntleroy) d'Alfred E. Green et Jack Pickford (non créditée)
- 1930 : À l'Ouest, rien de nouveau (All Quiet on the Western Front) de Lewis Milestone (non créditée)
- 1930 : The Little Accident de William J. Craft
- 1931 : L'Inspiratrice (Inspiration) de Clarence Brown : Madeleine Darthy
- 1931 : La Pente (Dance, Fools, Dance) de Harry Beaumont : Sylvia
- 1931 : Three Girls Lost de Sidney Lanfield : Marcia Tallant
- 1931 : Élection orageuse (Politics) de Charles Reisner : Daisy Evans
- 1932 : The Wet Parade de Victor Fleming : Evelyn Fessenden
- 1932 : Bachelor's Affairs d'Alfred L. Werker : Eva Mills
- 1932 : Ici New York (Are You Listening?) de Harry Beaumont
- 1932 : Hors-bord C-67 (Speed Demon) de D. Ross Lederman
- 1933 : Hight Gear de Sidney Lanfield : Anne Merritt
- 1933 : Three-Cornered Moon d'Elliott Nugent : Kitty
- 1933 : It's Great to Be Alive d'Alfred L. Werker : Toots
- 1934 : Dollars et whisky (You’re Telling Me!) d'Erle C. Kenton : Pauline Bisbee
- 1935 : Anna Karénine (Anna Karenina) de Clarence Brown : Lili
- 1937 : Charlie Chan à Broadway (Charlie Chan on Broadway) d'Eugene Forde : Joan Wendall
- 1938 : The Lady Objects d'Erle C. Kenton : June Lane
- 1939 : Mon mari conduit l'enquête (Fast and Loose) d'Edwin L. Marin
- 1941 : En route vers Zanzibar (Road to Zanzibar) de Victor Schertzinger : Dimples

## Théâtre
- 1933 : George White's Music Hall Varieties, revue de George White et William K. Wells, musique Irving Caesar et Harold Arlen, lyrics Irving Caesar (à Broadway)

## Distinctions et récompenses
- 1931 : WAMPAS Baby Stars